# Rivista del cinematografo
Rivista del cinematografo är en italiensk månatlig tidskrift, grundad 1928 i Milano och därmed den äldsta fortfarande utkommande filmtidskriften i Italien. Tidskriften grundades av organisationen Consorzio utenti cinematografici educativo (CUCE), en katolsk aktivistorganisation som senare bytte namn till Consorzio Cinema Educativo (CCE). 
Redaktionen flyttade 1937 till Rom då utgivningen samtidigt övertogs av organisationen Centro Cattolico Cinematografico (CCC), kanske mer känd som utgivare av en publikation med det officiella namnet Segnalazioni Cinematografiche som ofta missvisande har kallats något i stil med "katolska kyrkans svarta lista över förbjudna filmer". CCC kvarstod som utgivare till 1977 då tidskriften övertogs av den stiftelse, Ente dello spettacolo som fortfarande kvarstår som utgivare. Tidskriftens första chefredaktör var Carlo Canziani, som också var grundare av CUCE. Han efterträddes 1942 av Luigi Gedda.
Tidskriften vände sig ursprungligen till utbildningssektorn och syftet var försvara de kristna värderingarna och den katolska kyrkans moralregler genom att ur det stora utbudet av film välja ut sådana som kunde användas i undervisningssyfte utifrån de givna utgångspunkterna, samt recensera och rekommendera dessa filmer. Från och med CCC:s övertagande strävade tidskriftens ledning efter att utöka den ursprungliga kretsen av prenumeranter och försöka nå ut till en filmintresserad allmänhet. Huvudsyftet var emellertid att utöva indirekt censur genom att sprida information till församlingspräster, särskilt på landsbygden, om vilka filmer som var lämpliga att visas i den lokala biografen och vilka som skulle undanhållas församlingsmedlemmarna. Tidskriften tog inte tydligt avstånd från fascismen vilket ledde till att utgivningen tvingades upphöra i december 1943 och den återupptogs inte förrän 1946. En omfattande förnyelse av tidskriften ägde rum 1951 då sidantalet utökades och den indelades fyra återkommande avdelningar, av vilka en var reserverad för filmens historia.
Efter denna förnyelse hade tidskriften ökat i omfång från 16 till ca 30 sidor, under krigsåren hade den utkommit nerbantad till 4–12 sidor. Den fortsatte att växa i omfång efter 1960 då Gedda efterträddes av Ildo Avetta som beredde plats för teater- samt radio- och tv-krönikor. När Avetta 1973 ersattes av Claudio Sorgi ökade sidantalet ytterligare och var då uppe i 60 sidor och en avdelning för debatter om film infördes. Efter fyra år med den nya inriktningen övertogs utgivningen av den nuvarande utgivaren, en stiftelse med målet att främja spridning och värdering av italiensk film.
Under 1980-talets krisår tvingades tidskriften till ett uppehåll med utgivningen som varade 1983–87. Från 1988 började tidskrfiften åter utkomma, nu med en bredare inriktning på "social kommunikation" med avdelningar för teater, TV, radio, dans och lyrik och endast de 20 första sidorna reserverade för film. Det visade sig inte vara en framkomlig väg och på 1990-talet återgick tidskriften till att endast behandla sitt ursprungliga ämnesområde filmen. Tidskriften har en upplaga på ca 50 000 exemplar och numera även en nätsajt.